# Litsea litseifolia
Litsea litseifolia är en lagerväxtart som först beskrevs av C.K. Allen, och fick sitt nu gällande namn av Yen C. Yang & P.H. Huang. Litsea litseifolia ingår i släktet Litsea och familjen lagerväxter. Inga underarter finns listade i Catalogue of Life.